# .example
.exemple és un domini de primer nivell reservat que no desitja tenir un ús real en el DNS global. Va ser creat el juny de 1999 per RFC 2606, junt amb .invalid, .localhost, i .test.
El propòsit per a la creació de ".example" era proporcionar TLDs per a exemples en la documentació i altres tècniques d'escriptura, de tal forma que el conflicte amb la DNS global podia ser evitat. Tanmateix, ha estat criticat per no ser "prou real", com és més llarg que els TLDs reals: tots els TLDs que existeixen excepte els que són relativament esotèrics com .museum i .travel tenen com a màxim quatre caràcters.
Vegeu també: Example.com